# UCIロードワールドカップ
UCIロードワールドカップ（英: UCI Road World Cup）は、1989年から2004年まで行われた、国際自転車競技連合 (UCI) による自転車ロードレースの年間表彰制度。1988年まで行われてきたスーパープレスティージュに代わる年間表彰制度として設けられた。

## 概要
国際自転車競技連合（UCI。以下同名はUCIと表記する）は1984年に、UCI・ロードワールドランキングスを設けた。これはスーパープレスティージュのランキング対象が主要レースに限られていたのに対して、こちらのほうは、UCIがくまなく12ヶ月間に亘って世界各地のレースを選定したということもあり、UCIとしては将来的にはスーパープレスティージュに代わり得るロード選手のランキングシステムとしたい意向を持っていた。
しかし設立当時、スーパープレスティージュのほうが知名度は言うに及ばず、権威という点を考えてみてもはるかに優位に立っていたことや、ワールドランキングスは本場・欧州ですら知名度がほとんどないレースまで対象に入れたことから、とりわけトップクラスの選手たちには評判が悪く、このランキングを意識している選手は少なかった。
ところで、スーパープレスティージュのスポンサーであったペルノーが、酒造メーカー・販売会社に対する広告規制を設ける法案がフランス国内で可決されたことにより撤退を余儀なくされ、スーパープレスティージュは1988年をもって廃止されることになった（実質的には同賞は1987年をもって終わったという見方も強い）。30年間に亘って権威ある賞として君臨してきたスーパープレスティージュの廃止は欧州ロード界に衝撃を与え、ひいてはこの賞に変わりうる年間表彰制度が待望されていた。
そこでUCIは、ロードワールドランキングスと並行して、独自で選定を行ったレースをポイント制とした新制度を考案した。これがUCIロードワールドカップである。1989年より実施されることになった。
この賞の特徴は、選手のみならずチームにまで受賞対象を広げたことである。

## 対象レース

### 春シーズン
- ミラノ〜サンレモ
- ロンド・ファン・フラーンデレン
- パリ〜ルーベ
- アムステルゴールドレース
- リエージュ〜バストーニュ〜リエージュ
- ルント・ウム・デン・ヘニンガー＝トゥルム（1995年）
- グランプリ・オブ・アメリカ（1989年から1992年まで）

### 秋シーズン
- リーズ・インターナショナルクラシック（1989年から1997年まで[1]）
- ヴァッテンフォール・サイクラシックス（1998年から）
- クラシカ・サンセバスティアン
- チューリッヒ選手権
- パリ〜ツール
- ジロ・ディ・ロンバルディア
- グランプリ・デ・ラ・リベラシオン（1988年から1991年まで）
- トロフェオ・バラッキ（1991年）
- グランプリ・デ・ナシオン（1990年から1993年まで）
- ジャパンカップサイクルロードレース（1996年）

## 歴代第1位選手
| 年   | 名前                           | 国           |
| ---- | ------------------------------ | ------------ |
| 1989 | ショーン・ケリー               | アイルランド |
| 1990 | ジャンニ・ブーニョ             | イタリア     |
| 1991 | マウリツィオ・フォンドリエスト | イタリア     |
| 1992 | オラフ・ルードヴィッヒ         | ドイツ       |
| 1993 | マウリツィオ・フォンドリエスト | イタリア     |
| 1994 | ジャンルカ・ボルトラミ         | イタリア     |
| 1995 | ヨハン・ムセウ                 | ベルギー     |
| 1996 | ヨハン・ムセウ                 | ベルギー     |
| 1997 | ミケーレ・バルトリ             | イタリア     |
| 1998 | ミケーレ・バルトリ             | イタリア     |
| 1999 | アンドレイ・チミル             | ベルギー     |
| 2000 | エリック・ツァベル             | ドイツ       |
| 2001 | エリック・デッケル             | オランダ     |
| 2002 | パオロ・ベッティーニ           | イタリア     |
| 2003 | パオロ・ベッティーニ           | イタリア     |
| 2004 | パオロ・ベッティーニ           | イタリア     |

## 歴代第1位チーム
- 1989年：PDM
- 1990年：PDM
- 1991年：パナソニック (Panasonic)
- 1992年：Panasonic
- 1993年：GB-MG
- 1994年：GB-MG
- 1995年：マペイGB(en:Mapei (cycling team))
- 1996年：マペイGB
- 1997年：フランセーズ・デ・ジュー(en:Française des Jeux)
- 1998年：Mapei-Bricobi
- 1999年：ラボバンク(en:Rabobank (cycling))
- 2000年：マペイ・クイックステップ
- 2001年：ラボバンク
- 2002年：マペイ・クイックステップ
- 2003年：サエコ
- 2004年：T-モバイル

## 問題点及び終焉の理由
この制度に関する問題点はUCIプロツアーの項目で詳しく述べられているが、要はドーピング問題が顕著化するにつれてロードレースの人気が下火になってきたことや、ランス・アームストロングなどのトップ選手が例えば、ツール・ド・フランスに照準を合わせるため、他の出場レースにはさほど力を入れてこなくなったことで、真の意味での年間表彰制度に値しなくなったことが挙げられよう。また、UCIが独自に考案したワールドランキングスとの兼ね合いの問題から、クラシックレースだけしか対象にできなかったことについても問題があったと考えられる。
これらの諸問題を払拭するべく、UCIはグランツールも対象に含めた、新たな年間表彰制度を2005年に設けることになった。これがUCIプロツアーであり、左記表彰制度（とはいっても、UCIプロツアーはかなり規範的な要素が強い）の実施に伴い、UCI・ロードワールドカップのみならず、UCI・ワールドランキングスも2004年をもって廃止された。